# Finaspis distincta
Finaspis distincta är en insektsart som först beskrevs av Hall 1929.  Finaspis distincta ingår i släktet Finaspis och familjen pansarsköldlöss.
Artens utbredningsområde är Zimbabwe. Inga underarter finns listade i Catalogue of Life.